# Desglaç de Khrusxov
El desglaç de Khrusxov, o desglaç a la Unió Soviètica (rus: хрущёвская о́ттепель, transliterat com a khrusxóvskaia óttepel o, simplement, óttepel xru ɕ ɕovskəjа ˈotʲɪpʲеlʲ) es refereix al període entre 1956 i 1964 a la Unió Soviètica, quan la repressió política i la censura van ser parcialment relaxades a causa de les polítiques de desestalinització implementades pel nou Premier soviètic Nikita Khrusxov. Una de les conseqüències més notables d'aquests canvis va ser l'alliberament de milions de presoners polítics que estaven detinguts als camps de treball del Gulag, usualment ubicats a la freda i inhòspita Sibèria. A més, el nou líder soviètic intentà promoure una política de coexistència pacífica amb les principals potències occidentals.
El desglaç només va ser possible després de la mort de Stalin, que va tenir lloc el 5 de març de 1953. Gairebé 3 anys després que hagués tingut lloc, Khrusxov denuncià a Stalin en un inicialment discurs secret que va tenir lloc en la cloenda del XX Congrés del Partit Comunista de la Unió Soviètica. Aquest discurs ja tenia el revelador títol oficial de "Sobre el culte a la personalitat i les seves conseqüències". Just després de pronunciar el discurs, Khrusxov apartà els pro-estalinistes durant la seva lluita pel poder al Kremlin. El terme va ser encunyat a partir d'una novel·la escrita per Ilià Erenburg el 1954, només un any després de la mort de Stalin, novel·la titulada justament Desglaç (Оттепель, Ottepel), la qual va ser reveladorament sensacional per al seu temps.
El desglaç va ser acompanyat al front internacional per la visita oficial que Nikita Khrusxov va fer el 1954 al Pequín del líder comunista xinès Mao Zedong (abans que l'excessiva desestalinització allunyés a la Xina de la Unió Soviètica, en que posteriorment es coneixeria com el cisma sinosoviètic). Un any després, el 1955, Khrusxov viatjà a Belgrad per tal d'intentar normalitzar les seves relacions amb el mariscal Tito, després del trencament que va tenir lloc el 1948 entre Tito i Stalin. Posteriorment es trobaria amb el President dels Estats Units, el general Dwight Eisenhower, que culminaria amb la mateixa visita de Khrusxov als Estats Units el 1959.
El desgel inicià una transformació irreversible a la societat soviètica, obrint-la a certes reformes econòmiques i a un subtil increment en el comerç internacional per part del país, així com a contactes educatius i culturals, festivals, llibres d'autors estrangers, pel·lícules estrangeres, espectacles artístics, música popular, balls i noves modes, a més d'una participació massiva en les competicions esportives internacionals (aquest darrer en particular ja havia començat a partir de la participació soviètic als Jocs Olímpics d'Estiu de 1952 celebrats a Hèlsinki, pocs mesos abans que morís Stalin.)
Aquesta cadena de passes sense precedents a la història de la Unió Soviètica, que va tenir la seva culminació amb la molt simbòlica retirada de les restes mortals de Stalin del mausoleu de Lenin, acabà alliberant a la gent de la por i dels excessos dictatorials anteriors. Tot i això, mai no acabaria de finalitzar del tot la dissimulada lluita de poders entre els elements liberals i la vella guàrdia pro-estalinista dins del Kremlin i la resta d'alts orgues de poder soviètic, pugna que a la llarga acabaria afeblint l'autoritat del mateix Partit.
El desglaç de Khrusxov permeté una relativa liberalització de la informació als mitjans de comunicació estatals, a l'art i la cultura; a més d'obrir-se al món parcialment mitjançant els festivals internacionals, el permís d'exhibició o projecció de pel·lícules estrangeres i l'eliminació de la censura sobre certs llibres nacionals i estrangers prohibits durant el llarg règim estalinista. A més, el relaxament de la censura experimentat durant aquest període també permeté noves formes d'entreteniment a la llavors ascendent televisió soviètica, que anaven des de grans desfilades i celebracions, espectacles de varietats i sàtires i comèdies com Goluboy Ogonek.
D'acord amb les afirmacions de Sergei Khrusxov, fill de Nikita, aquestes actualitzacions polítiques i culturals van ajudar a alliberar les ments de milions i van canviar la consciència pública de diverses generacions a la Unió Soviètica.

## Khrusxov i Stalin

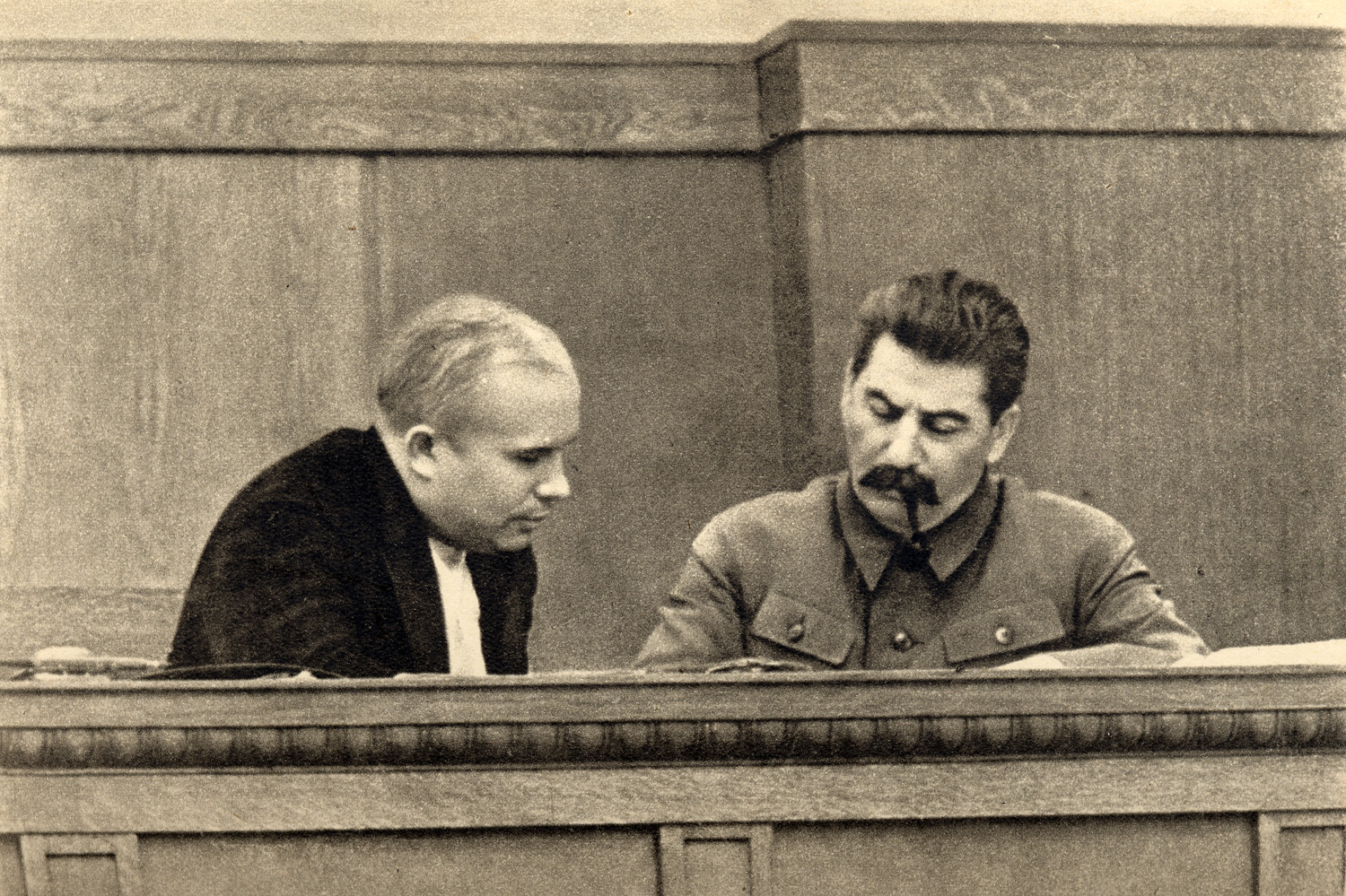
El líder suprem, Ióssif Stalin al costat d'un jove Nikita Khrusxov al Kremlin, durant 1936.

El desglaç de Khrusxov va tenir la seva gènesi a l'amagada i subtil guerra de poder de palau que estava tenint lloc entre els successors de Stalin, sobre qui seria finalment el successor efectiu del traspassat cap suprem. Diversos dels principals comandants de l'Exèrcit Roig, com el Mariscal Gueorgui Júkov i alguns dels seus oficials lleials, van tenir serioses tensions amb el servei secret de Stalin.
Sobre la superfície, l'Exèrcit Roig i els líders soviètics semblaven anar de la mà després de la victòria a la Gran Guerra Pàtria. Tot i això, les ambicions ocultes dels alts funcionaris que envoltaven a Stalin, a més de les pròpies sospites i de la paranoia de Stalin van provocar que només Khrusxov confiés en ells per a l'eventual lluita política davant la successió que venia. Aquesta lluita per la successió ja s'estava gestant subreptíciament durant els darrers anys de la vida de Stalin. El mateix Khrusxov es preparà per ser un jugador de gran importància dins d'aquesta pugna, la qual apareixeria a la superfície després de la mort de Stalin al març de 1953. Per al moment de la mort de Stalin, la gent de confiança de Khursxov estava situada en diversos llocs de la jerarquia soviètica, alguns d'ells llocs clau, la qual cosa permeté a Khrusxov executar o eliminar els seus principals adversaris, així com introduir alguns canvis en la rígida i ideologia soviètica.
La dictadura de Stalin havia assolit nous extrems en referent als seus notables abusos i brutalitats, com les deportacions de nacionalitats rebels a Sibèria, l'afer Leningrad, el complot dels metges i els atacs oficials contra escriptors i altres intel·lectuals.
Al mateix temps, milions de soldats i oficials que havien combatut a l'Europa Central s'havien adonat – més enllà de la destrucció – del major nivell de vida que a la Unió Soviètica. Seguint les ordres de Stalin, molts d'ells van ser detinguts i tornats a castigar, incloent els atacs contra el popular Mariscal Júkov (qui seria relegat) i d'altres generals soviètics de primera fila, que suposadament s'havien excedit amb els trofeus que havien saquejat per la derrotada Alemanya. El botí de guerra va ser confiscat per l'aparell de seguretat de Stalin, la qual cosa provocà la humiliació de Júkov, convertint-se cada com més en un convençut antiestalinista. Malgrat això, Júkov va ser pacient i esperà fins a la mort de Stalin, ajudant a Khrushov a assolir el poder, i aquest va fer tornar a Júkov a l'escena política.
L'estratègica i simbiòtica unió temporal entre Nikita Khrusxov i el Mariscal Gueorgui Júkov estava basada en els seus rerefons personals, els seus interessos i febleses: tots dos eren d'origen camperol, ambdós eren ambiciosos, ambdós havien patit els abusos de Stalin (motiu pel qual recelaven i fins i tot temien dels estalinistes) i ambdós volien que aquella situació canviés. Khrusxov i Júkov es necessitaven mútuament per tal d'eliminar els seus respectius adversaris dins de l'elit política soviètica.
El 1953, el mariscal Júkov ajudà a Khrusxov a eliminar a Béria, qui encara ocupava el càrrec de viceprimer ministre, que va caure definitivament en desgràcia i va ser executat a Moscou, així com diverses figures del cercle íntim de Stalin. Ben aviat, Khrusxov ordenà l'alliberament de milions de presoners polítics dels camps de treballs forçats del sistema del Gulag. Durant el govern de Khrusxov, el nombre de presoners polítics i de consciència a la Unió Soviètica va descendir considerablement, dels 13 milions als 5 milions.
Nikita Khrusxov també va apadrinar al llavors ascendent Leonid Bréjnev, a qui portà al Kremlin i el presentà a un ancià Stalin el 1952. Va promoure a Bréjnev al Politburó i el va nomenar cap del directori polític de les Forces Armades, ajudant-lo a assolir d'altres posicions preeminents. Com a contrapartida, Bréjnev ajudà a Khrusxov a inclinar la balança de poder al seu favor durant alguns crítics enfrontaments contra alguns membres de línia dura o de la "vella guàrdia" del Partit. Aquests enfrontaments finalitzaren amb l'expulsió del Partit dels pro-estalinistes encapçalats per Molotov i Malenkov.

## El discurs Khrusxov de denunciant a Stalin
Les polítiques dictatorials implementades pel difunt Stalin van ser denunciades pel seu successor Nikita Khrusxov gairebé tres anys després de la seva mort, en el seu cèlebre Discurs Secret "Sobre el Culte de la Personalitat i les seves Conseqüències". Aquest discurs, pronunciat en una sessió especial a portes tancades, en la cloenda del XX Congrés del PCUS, passada la mitjanit del 25 de febrer de 1956.
En aquest discurs, Khrusxov va descriure els danys causats pel culte a la personalitat de Stalin i les repressions polítiques englobades en la Gran Purga, que causà la mort de milions de morts i traumatitzà a molts més per tot el país.
Després d'haver pronunciat aquest transcendental discurs, es distribuí de manera oficial entre els membres del Partit Comunista una versió resumida d'aquest, iniciant-se aquesta distribució per tota la Unió Soviètica el 5 de març de 1956, coincidint amb el tercer aniversari de la mort de Stalin. Llavors, Khrusxov inicià una onada de rehabilitacions que restablí oficialment les reputacions de milions de víctimes innocents que havien estat empresonades o executades durant les Purgues de Stalin, en especial l'anomenada Iejóvxtxina (per Nikolai Iejov), que va tenir lloc entre 1936 i 1938. A més, es realitzaren temptatives mitjançant els canals oficials i extraoficials per relaxar les restriccions que pesaven sobre la llibertat d'expressió, vigents des dels temps de Stalin.
El discurs de Khrusxov va ser un dels majors esforços oficials soviètics (si no el major) per portar la reconciliació nacional, després de diverses dècades sota la por del mandat de Stalin, que costà milions de víctimes innocents, de manera directa o indirecta, com en el cas del Holodomor).
El discurs de Khrusxov va ser publicitat internacionalment pocs mesos després, en particular a partir de la còpia del mateix obtinguda per Viktor Graievski, un periodista polonès, còpia que arribà a Occident via l'ambaixada d'Israel a Varsòvia. El 13 d'abril de 1956, menys de dos mesos després que es pronunciés el discurs secret, les microfotografies del document ja havien arribat a Israel i, només 4 dies després, (el 17 d'abril), ja estaven en mans de la CIA i del President Eisenhower. Aquell organisme d'intel·ligència, després de decidir que el document en qüestió era autèntic, decidí filtrar-lo a la premsa. Així doncs, el diari novaiorquès The New York Times el publicà, fet que també realitzaren diversos diaris internacionals més; i les iniciatives de Khusxov per obrir i liberalitzar la Unió Soviètica van sorprendre el món (de fet, els partits comunistes occidentals, que bàsicament s'assabentaren del discurs gràcies a la seva publicació a la premsa, inicialment van creure que es tractava d'una enganyifa de la premsa burgesa.)
El discurs de Khrusxov va aïrar diversos dels seus enemics més poderosos, encenent una nova lluita de poders al Partit Comunista Soviètic. En aquells moments, Moixé Dayan, cap de l'Estat Major de les Forces de Defensa d'Israel, afirmà que la Unió Soviètica desapareixeria en 30 anys (és a dir, el 1985, equivocant-se només de 6 anys, car la Unió Soviètica es dissolgué a finals de desembre de 1991).

## Problemes de Khrusxov durant el desglaç

### La revolta georgiana
La denúncia que va fer Khrusxov de l'estalinisme va causar una fonda impressió a la conformista societat soviètica de llavors. Van ser bastants a Geòrgia (pàtria de Stalin) que, havent crescut amb els panegrítics i la lloança permanent del geni polític i militar de Stalin, sentiren aquelles crítiques com un insult nacional.
Al març de 1956 van tenir lloc una sèrie de manifestacions espontànies (tota una fita a la Unió Soviètica) per commemorar el tercer aniversari del traspàs de Stalin, que ben de pressa es tornaren difícils de controlar, incloent demandes polítiques com el canvi del govern central de Moscou i crides per la independència de Geòrgia de la Unió Soviètica, la qual cosa portà a la intervenció de l'Exèrcit Roig, la qual cosa ensangonà els carrers de Tbilisi.

### Revolucions hongaresa i polonesa de 1956
La primera gran conseqüència internacional derivada de la política de relaxament iniciada per Khrusxov va tenir lloc durant els mesos d'octubre i novembre de 1956.
La Revolució Hongaresa de 1956 va ser esclafava mitjançant una invasió militar soviètica, en la que els tancs soviètics i els soldats de l'Exèrcit Roig van arribar fins a la mateixa Budapest. La lluita al carrer que seguí contra l'invasor Exèrcit Roig causà milers de morts entre els civils hongaresos, així com de centenars de baixes entre les tropes soviètiques. A més, l'atac de l'exèrcit soviètic causà una emigració massiva des d'Hongria cap a Occident, que va ser calculada en diversos centenars de milers de refugiats.
Al mateix temps, va emergir un clima d'agitació política i social a Polònia, que seia conegut com l'Octubre polonès. Aquests intents de canvis interns democràtics a la vida interior polonesa, situada dins de l'estricta àrea d'influència soviètica de postguerra, eren vistos amb preocupació des de Moscou, on els estalinistes no volien perdre el control polític sobre aquell territori, el més poblat del bloc de l'Est després de la pròpia Unió Soviètica. De fet, ells naturalment veien amb intranquilitat la possibilitat d'aquesta mena d'experiment social tingués repercussions a altres països i representés una amenaça per a l'statu quo existent, és a dir, el poder soviètic instal·lat a gran part de l'Europa Oriental.

### El complot de 1957 contra Khrusxov
L'elit política conservadora, o de línia dura neo-estalinista del Partit va enutjar-se a conseqüència de la difusió del discurs secret, rebutjant la desestalinització i la liberalització parcial que el nou líder soviètic estava impulsant a la societat soviètica. Un any després que Khrusxov pronunciés el Discurs Secret, els elements estalinistes tractaren d'eliminar-lo de la seva posició de lideratge al Partit i, per ens, de l'Estat Soviètic. No només el consideraven equivocar des d'un de vista ideològic, sinó que també hipòcrita, donada la seva participació (a Ucraïna) durant la Gran Purga com un dels homes de confiança de Stalin.
Els enemics de Khrusxov creien que la seva política de coexistència pacífica amb relació a la resta de potències occidentals era, en realitat, un acte de feblesa que podria, fins i tot, exposar a la Unió Soviètica a rebre un "atac nuclear preventiu" per part dels Estats Units. Viatxeslav Mólotov, Lazar Kaganòvitx i Georgi Malenkov, als que s'uní en el darrer moment Dmitri Xepilov després que Kagànovitx el convencés que el grup era majoritari, tractaren de destituir a Khrusxov com a Primer Secretari del Partit al maig de 1957.
Però Khrusxov aprofità de nou la influència del Mariscal Gueorgui Júkov. De fet, el que salvà a Khrusxov van ser les fortes i decisives aparicions el seu suport per part d'alguns "peixos grossos" del Partit, com l'ascendent Bréjnev i Júkov, qui gaudia un innegable prestigi i respecte, derivat del seu full de serveis com a comandant militar al Front Oriental durant la Segona Guerra Mundial.
En una sessió extraordinària del Comitè Central del Partit que va tenir lloc al juny de 1957, Khrusxov etiquetà als seus oponents amb el desprectiu Grup Antipartit, aconseguint vots de confiança com per reafirmar la seva posició interna com a Primer Secretari del Partit. Mólotov, Kaganovitx i Malenkov van ser expulsats del Secretariat i, finalment, del mateix Partit.

### Economia i tensions polítiques
Les inicialment benintencionades temptatives de Khrusxov de reformar la infraestructura industrial soviètica a partir de 1957, dirigits a afeblir l'excessiva centralització burocràtica del país, el portaren a tenir enfrontaments amb funcionaris i professionals de la majoria de les moltes branques ministerials soviètiques. En general, els seus intents d'emprendre reformes administratives finalment li crearen més problemes personals que no pas beneficis. Per tal d'afeblir la burocràcia estatal, Khrusxov substituí els centralitzats ministeris industrials de Moscou per Sovnarjovos (Consells econòmics populars) regionals, creant-se nous enemics dins de la jerarquia burocràtica del govern soviètic.
El poder que finalment arribaria a tenir Khrusxov, tot i que durant el seu mandat seria sense disputa, mai no arribaria a semblar-se a la "suma de poder públic" del que havia gaudit Stalin. Per un altre costat, incorporaria a les seves files a alguns joves amb un nivell educatiu millor, com el futur secretari general del PCUS Mikhaïl Gorbatxov. El 1956, Khrusxov introduí el concepte de salari minin. Tot i que es tractava d'una idea inicialment bona, va ser implementada de la manera típica soviètica: el sou mínim seguia sent molt baix, tant que la majoria de la gent tenia un pobre poder adquisitiu. El proper pas era una projectada reforma financera. Tot i això, Khrusxov es quedà curt respecte a l'abastiment real d'aquesta, car només ordenà que es retiressin i substituïssin els vells bitllets que encara mostraven el retrat de Stalin, a més que el 1961 va treure un zero al ruble soviètic, redenominant-lo 10:1.
També el 1961, Khrusxov portà a terme un dels seus darrers actes i més definitius de la desestalinització: les restes del dictador van ser retirades del Mausoleu de Lenin de la Plaça Roja i enterrades al petit cementiri extramurs del Kremlin. Així es pretenia tornar oficialment a una exclusiva reivindicació (i, fins a cert punt, deificació) de l'ideològicament pur Lenin, com a fundador de l'Estat soviètic.
La remoció del cos de Stalin del seu lloc original va ser probablement i discutiblement la moguda més audaç i provocativa portada a terme per Nikita Khrusxov durant el seu desgel, i va tenir com a efecte col·lateral negatiu el fet que acabà consolidant els elements estalinistes i allunyant a alguns anteriorment protegits del líder soviètic, com Leonid Bréjnev, qui acabaria conspirant contra Khrusxov i contribuiria al seu derrocament intern el 14 d'octubre de 1964.

## Obertura durant el desgel

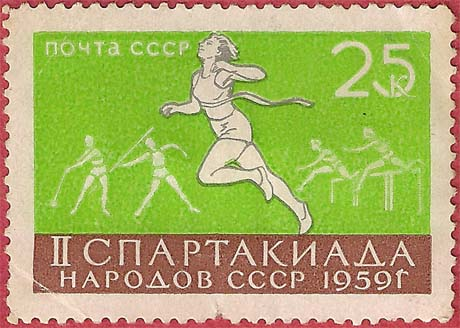
Segell soviètic commemoratiu de la Espartaquiada de 1959.

El canvi cap a la liberalització cultural parcial era necessari, però aquesta només va ser possible després de la mort de Stalin. Després de 1953, la societat soviètica començà a gaudir d'una gradual sèrie d'events culturals i esportius en una escala sense precedents fins llavors, com va ser la celebració de la primera Espartaquiada (competició esportiva nacional entre totes les repúbliques i pobles que componien la Unió Soviètica), així com d'algunes comèdies cinematogràfiques (com El carnaval nocturn), a més d'un nombre creixent de festivals de música popular. A més, es va permetre a alguns músics clàssics, cineastes i estrelles del ballet que viatgessin a l'exterior i actuessin allà, per així mostrar de la millor manera la cultura russa i soviètica al públic estranger. Tot i això, aquests viatges, en particular els que tenien com a destí països occidentals, seguien sent un luxe només permès als ciutadans soviètics que el règim considerava com a ideològicament confiables.
A l'estiu de 1956, pocs mesos després d'haver tingut lloc el discurs secret de Khrusxov, Moscou va ser la seu de la primera Espartaquiada dels pobles de l'URSS. Va ser organitzat pomposament, amb un estil que rememorava les tradicionals desfilades soviètiques. La capital soviètica va ser amfitriona de diversos equips esportius, així com a simpatitzants de totes les repúbliques de la Unió Soviètica, que solien lluir els seus vestits nacionals típics. Khrusxov aprofità la important ocasió per tal d'accentuar el seu nou perfil polític, anticipar les seves desitjades metes socials i per mostrar-se a si mateix com un nou líder "més humà" i completament diferent de Stalin.
També el 1956 s'arribà a un acord entre els governs soviètic i estatunidenc per permetre la publicació i la distribució a la Unió Soviètica de la revista Amerika, produïda als Estats Units, així com per llançar la seva contrapartida, la revista URSS als Estats Units.
Al juliol de 957 va celebrar-se a Moscou el VI Festival Mundial de la Joventut i els Estudiants (rus: Всемирный фестиваль молодёжи и студентов; transliterat Vsemirnyj Festival Molodioji Studientov). Aquest festival va atraure 34.000 persones d'uns 130 països diferents; va ser la primera vegada en què la Unió Soviètica obria les seves portes al públic internacional.
El 1958 va celebrar-se a Moscou la primera edició del Concurs Internacional Txaikovski. Potser de manera sorprenent, el guanyador va ser Van Cliburn, un pianista estatunidenc. Les interpretacions de la música russa brindades per aquest jove rusòfil occidental van captivar al públic; i el jurat demanà permís al mateix Khrusxov abans de donar-li el màxim guardó, car era un "producte de la cultura capitalista".
Així doncs, en general el desglaç va obrir tímidament la cultura estrangera per a la societat soviètica, fins al punt que van poder tenir accés a algunes pel·lícules, llibres, música i art d'altres països. Alguns escriptors i compositors prèviament prohibides, com Dmitri Xostakóvitx, Serguei Prokófiev, Anna Akhmàtova i Mikhaïl Zoixtxenko, entre d'altres, tornaren a la vida pública, com a resultat del relaxament de la vella fèrria censura estalinista. Els llibres d'alguns autors internacionals reconeguts, com l'estatunidenc Ernest Hemingway, fan ser publicats en milions de còpies per satisfer el creixent interès del públic soviètic. La situació del propi "front intern" va ser encara més espectacular: el 1962 el mateix Khrusxov autoritzà personalment la publicació de la novel·la "Un dia a la vida d'Ivan Denisovitx", del notable escriptor i dissident Aleksandr Sojenitsin, que va ser tot un èxit, tractant-se de la primera edició no-censurada d'una obra referida als camps de treball dels gulags durant el règim de Stalin. Tot això només va ser possible a partir dels importants canvis polítics interns iniciats per Khrusxov.
Tot i això i malgrat les noves llibertats que existien a la Unió Soviètica, encara hi havia una gran persecució contra l'Església Ortodoxa Russa (basada en la màxima clàssica del marxisme en que "la religió és l'opi del poble"), després del renéixer religiós experimentat durant la Gran Guerra Patriòtica gràcies a una autorització de Stalin.

## El desglaç de Khrusxov al món
Com no podia ser d'una altra manera, primer la mort de Stalin el 5 de març de 1953 i les denúncies de Khrusxov sobre el traspassat gairebé tres anys després (el 25 de febrer de 1956) tindrien un gran impacte que duraria molt de temps tant a la Unió Soviètica coms als seus estats satèl·lits de l'Europa Oriental. En realitat, ja havien tingut lloc alguns "desgels literaris" en països del darrere del Teló d'Acer, com Hongria, Polònia, Bulgària o l'Alemanya Oriental, i també apareixerien breument a Txecoslovàquia i a la Xina de Mao Zedong (durant l'anomenada Campanya de les Cent Flors). Amb l'excepció del règim estalinista (i per extensió, anti-titoïsta) d'Enver Hoxha d'Albània, Romania va ser l'únic país on els intel·lectuals van evitar una topada oberta contra el règim comunista local, influenciats en part per la mancança d'una revolta prèvia que hagués obligat al règim comunista romanès a fer algun tipus de concessió.

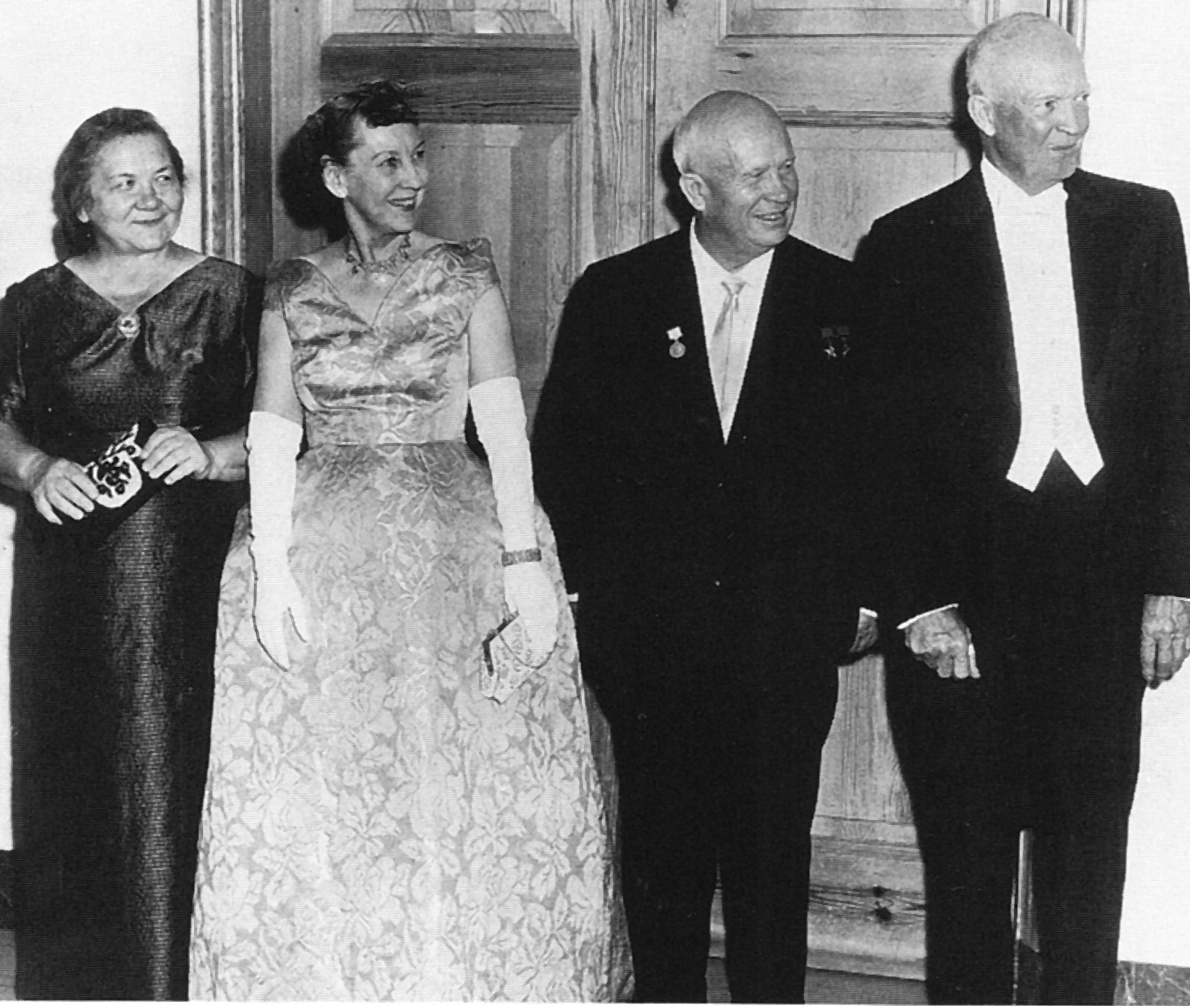
D'esquerra a dreta: Nina Kukhartxuk, Mamie Eisenhower, Nikita Khrusxov i Dwight Eisenhower a un sopar de gala que va tenir lloc al 1959, durant la visita oficial del líder soviètic als Estats Units.

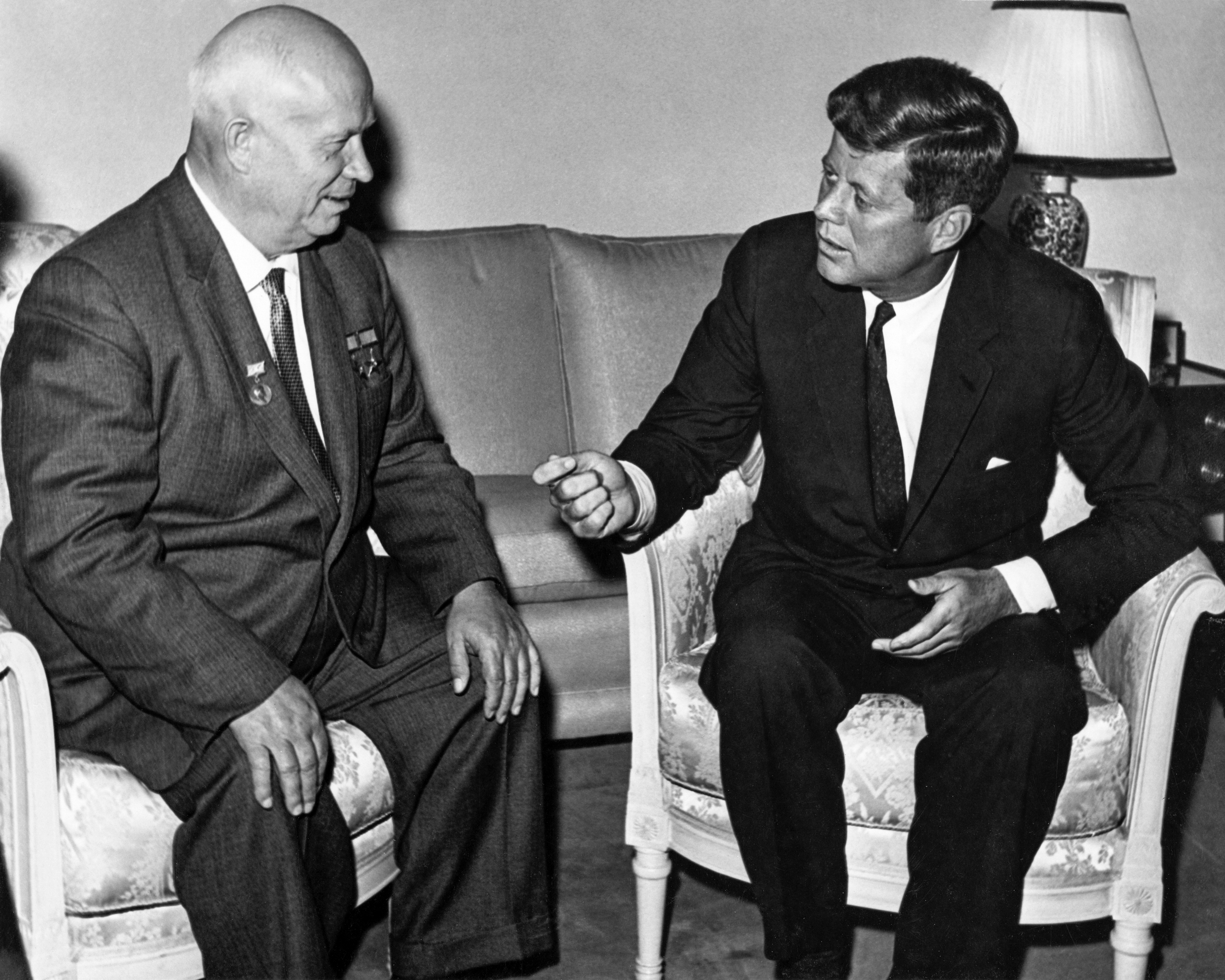
Nikita Khrusxov al 1961, durant una trobada oficial amb el llavors recentment assumit president estatunidenc John Kennedy.

A Occident, el desglaç i la desestalinització de Khrusxov van ser també recordades com un període de relaxament de les glaçades tensions ideològiques entre la Unió Soviètica i els Estats Units durant la Guerra Freda. Això va ser reforçat per la inicialment cauta actitud pacifista mostrada pel llavors President dels Estats Units general Dwight Eisenhower. Per exemple, ambdós líders tractaren d'assolir una pau de postguerra estable i a llarg termini mitjançant la Conferència Internacional per la Pau de Ginebra de 1955, a més d'iniciar negociacions relatives a la reducció en la cursa armamentística (en especial la referida a la proliferació nuclear) i el desenvolupament de la política de Cels Oberts. Les actituds mostrades fins llavors per ambdós dirigents van permetre, segons una dita del mateix Khrusxov, trencar el glaç.
Khrusxov havia concebut la seva teoria de la coexistència pacífica amb la finalitat de reduir l'hostilitat i les tensions ideològiques entre ambdues superpotències, amb la creença que totes dues i les seves ideologies podien existir conjuntament sense guerres. L'assistència de Khrusxov a conferències internacionals, com l'anteriorment citada Conferència de Ginebra o la visita oficial que realitzà als Estats Units el 1959 estaven encaminades en aquesta direcció. Malgrat això, intentava fomentar subtil o subreptíciament la subversió comunista al món occidental.
Però aquest renovat esperit de cooperació internacional va quedar severament agreujat quan un avió espia U-2 resultà abatut l'1 de maig de 1960 sobre territori soviètic. El fet que els soviètics mostressin al pilot abatut Gary Powers a la Conferència de Pau celebrada a París al maig de 1960, així com la negativa d'Eisenhower a oferir una disculpa oficial al respecte; abogant en canvi per una política de cels oberts (a una era immediatament anterior a la dels satèl·lits espies que permetessin realitzar vols de reconeixement recíprocs sobre els respectius espais aeris. La seva actitud i resposta van contribuir a donar per terra gran part dels progressos assolits durant aquests darrers anys en la distensió Est-Oest.
Davant aquesta recrudescència en la confrontació ideològica entre ambdues superpotències, Khrusxov donà el seu vistiplau als alemanys orientals perquè construïssin el Mur de Berlin el 1961. Però el major deteriorament en les relacions internacionals va tenir lloc a causa de la crisi dels míssils de Cuba a l'octubre de 1962, quan Khrusxov decidí instal·lar míssils nuclears d'abast intermedi (IRBMs) a Cuba (a pocs centenars de kilòmetres del territori estatunidenc), a partir d'una negociació amb el líder comunista cubà Fidel Castro.
En aquells moments de tensió màxima internacional, els mitjans occidentals i les seves contraparts estrictament controlades pels soviètics mostraven una imatge totalment diferent de la realitat, mentre que el món es trobava més a prop que mai d'una conflagració nuclear a gran escala (la probabilitat de la qual segons Kenedy era d'una a tres). Tot i això, la comunicació directa entre Khrusxov i Kennedy (en part mitjançant el germà d'aquest darrer, llavors Fiscal General) ajudà a posar final a la crisi, de la qual la imatge política de Khrusxov quedà irreversible i definitivament malmesa. Aquest perillós "aventurisme militar nuclear" va ser una de les causes que va contribuir a l'enderrocament intern de Khrusxov el 14 d'octubre de 1964.

## Reformes socials, culturals i econòmiques
El desglaç de Khrusxov causà una transformació social i cultural sense precedents a la Unió Soviètica. Fins i tot podria dir-se que contribuí en gran manera a fer que l'anomenada generació dels 60 s'iniciés de fet durant la dècada dels 1950 a la Unió Soviètica, en consonància al relaxament de la censura amb relació a la poesia, les cançons i la publicació de llibres com a resultat d'aquest.
En particular, el VI Festival Mundial de la Joventut i els Estudiants havia fet que molts obrissin els ulls i paressin les orelles dins la tradicionalment tancada societat soviètica. Motes de les llavors noves tendències van sorgir a partir d'aquest festival. Entre altres coses, va portar amb sí nous estils i modes que no només van influir en la generació del 60 soviètic, sinó que també van contribuir a crear un nou moviment dins dels sectors acomodats de la nomenklatura, l'anomenat "stiliagi". El festival també "revolucionà" l'intercanvi il·legal i clandestí de divises, fent que el mercat negre es disparés, ocasionant molts mals de cap al Comitè de Seguretat de l'Estat, el KGB.
Per un altre costat, van ser diverses les dones russes les que s'enamoraren d'homes que provenien de diverses procedències del món, creant l'anomenat "inter-baby boom", en especial a Moscou i a Leningrad: per exemple, a partir de l'arribada a Moscou de diversos joves provinents de l'Àfrica subsahariana per estudiar a la Universitat de l'Amistat dels Pobles "Patrice Lumumba" va fer que nasquessin alguns milers de nens mulats.
Durant aquest període relativament convulsionat van sorgir artistes populars com Bulat Okudjava, Edita Piekha, Ievgueni Ievtuixenko, Bel·la Akhmadúlina o la superestrella Vladímir Vissotski, que contribuïren a canviar per a sempre el fins llavors "gris" panorama cultural soviètic. Les seves poesies i cançons van alliberar la consciència pública del poble soviètic en general, a més de portar les guitarres i els magnetòfons a les masses. Mitjançant l'exposició a aquests nous canals d'informació "alternatius" (independents del per moments monòton aparell de propaganda oficial) d'una part important de la societat; en particular la joventut, que va ser aggiornada o actualitzada de diverses maneres.
Finalment, Khrusxov ordenà l'alliberament de milions de camperols, a partir de la seva ordre de concedir-los carnets d'identitat i passaports interns (els propiskas), la qual cosa els permetia mudar-se legalment des dels seus pobles fins a les ciutats a la recerca de treballs millor remunerats. Durant aquest període, entre mitjans de les dècades de 1950 i 60 va tenir lloc una construcció massiva de cases pre-fabricades per combatre el dèficit invertebrat d'habitatge que patia la Unió Soviètica especialment després de la Gran Guerra Patriòtica. Aquestes construccions rebrien el nom de Khrusxovkes, en clara referència al cognom del mandatari soviètic. Es construïren milions d'aquests habitatges bàsics i de baix cost per tota la Unió Soviètica per donar habitació a la major migració interna mai no experimentada a la història soviètica, quan masses de camperols començaven a mudar-se a les ciutats soviètiques (la taxa de població urbana, que històricament no havia arribat ni a la meitat del total nacional, progressivament arribaria a ser del 65% durant els lustres següents). Aquests moviments interns van causar un dramàtic canvi dins del quadre demogràfic soviètic i, finalment, significaren la decadència de la població camperola del país.
Les reformes econòmiques van ser supervisades per Aleksei Kosiguin, President del Comitè Estatal Soviètic de Planificació el 1959 i, des de 1960, membre ple del Presídium (també conegut com a Politburó) des de 1966, així com un fort aliat de Khrusxov.

## El derrocament intern de Khrusxov i final de les reformes oberturistes
El desglaç tant cultural com polític finalitzà el 14 d'octubre de 1964, amb la remoció interna de Nikita Khrusxov com a líder soviètic, sent substituït per Leonid Bréjnev com a Secretari General del Partit Comunista de la Unió Soviètica. Quan Khrusxov va ser derrocat, Kosiguin assumí la posició de Khrusxov com a Premier soviètic.; però les reformes de Kosiguin no van tenir èxit i la branca conservadora del PCUS, encapçalats per Bréjnev, bloquejà qualsevol temptativa de reforma després de l'intent fracassat de Kosiguin. El període que seguiria no va ser necessàriament millor, sinó que passaria a la història com l'Estancament brejnevià, en el que el pes de les cada cop majors despeses militars contribuirien (uns 25 anys després) al mateix col·lapse de la Unió Soviètica.
Bréjnev inicià la seva carrera com a Secretari General amb la imfame farsa judicial del procés de Siniavski-Daniel de 1965. Llavors, Bréjnev establí una estricta ideologia autoritària i totalitària de tall estalinista (encara que no arribaria a apropar-se a l'estalinisme pròpiament dit), ignorant les advertències al respecte de part d'alguns intel·lectuals soviètics que li demanaven que no tornés a l'estalinisme. Després d'aquesta restauració parcial, Bréjnev aprovaria la invasió de Txecoslovàquia el 1968 (successos que històricament passarien a anomenar-se "Primavera de Praga" i que donaria forma a la doctrina Bréjnev de sobirania limitada dels països de l'Europa Oriental sota l'òrbita soviètica. Fins i tot involucraria les Forces Armades a l'Afganistan des de 1979, en una guerra que s'estendria fins a diversos anys després de la seva pròpia mort. El seu règim autoritari es prolongaria fins després de la seva mort, mitjançant els curts interregnums dels seus dos ancians successors, Iuri Andrópov i Konstantín Txernenko.

## Línia del temps del desglaç de Khrusxov
- 1953
  - Ióssif Stalin mor el 5 de març

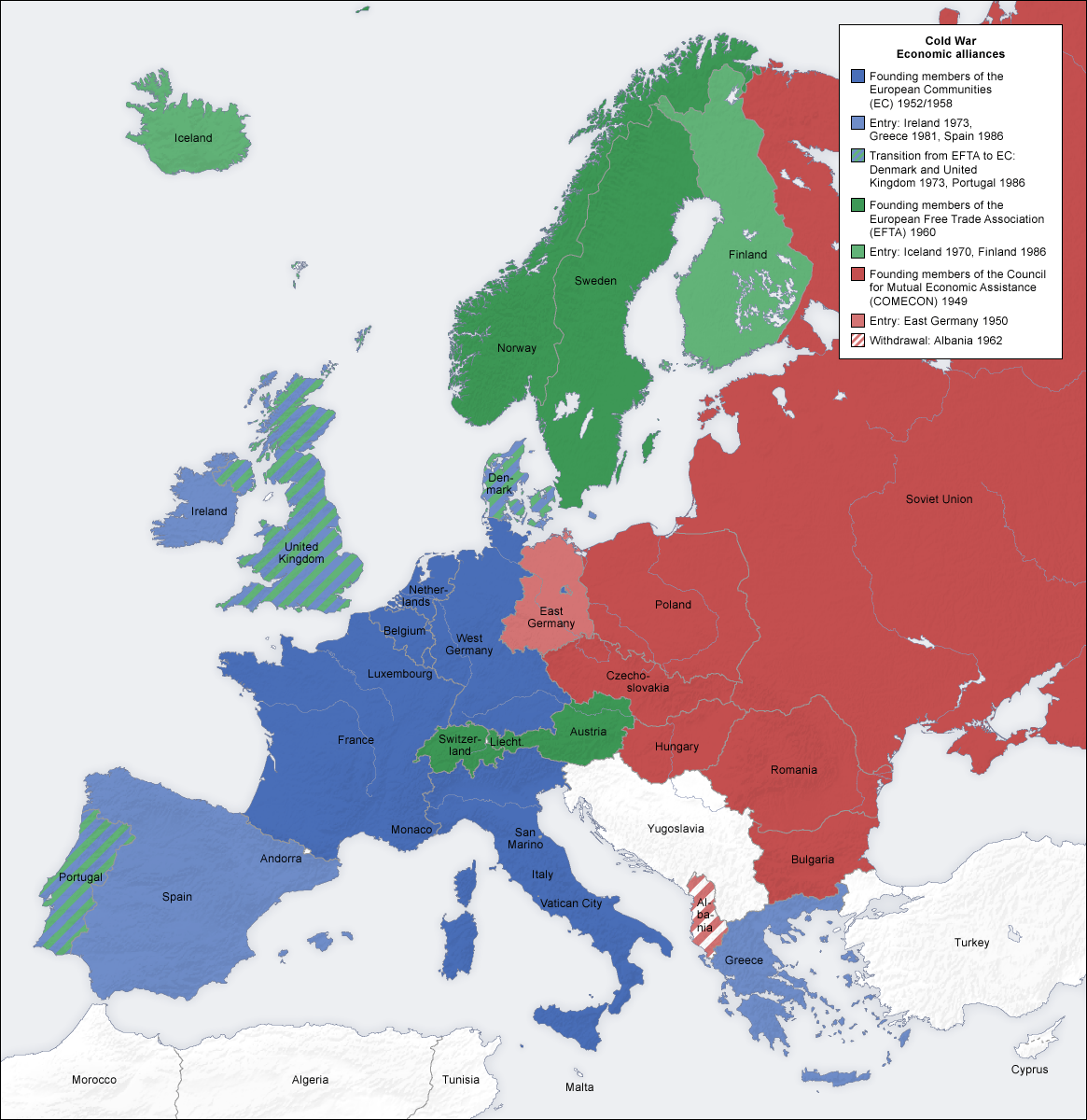
Aliances europees durat la Guerra Freda.

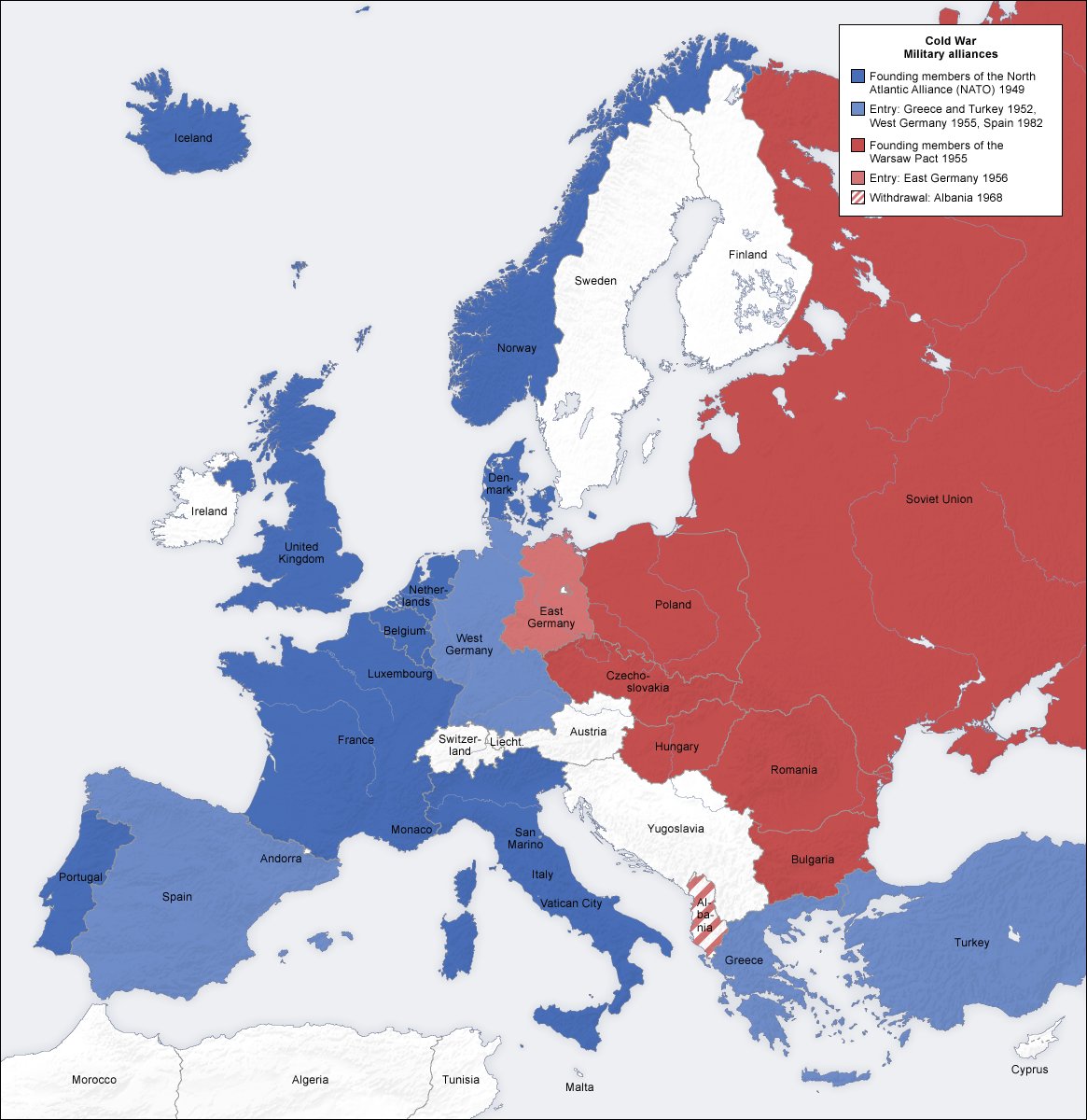
Pactes militars antagònics durant el mateix període.

  - Lavrenti Béria és eliminat per Gueorgui Júkov. Khrusxov esdevé líder del Partit Comunista de la Unió Soviètica.
- 1954
  - Khrusxov visita Beijing, trobant-se amb Mao Zedong.
  - S'inicia l'alliberament de personers polítics tancats al Gulag i la rehabilitació "d'honestos comunistes" purgats durant l'era de Stalin.
  - S'inicia a aixecar lleument el vel de la censura, permetent-se les actuacions públiques sense censura a poetes i cantautors a la Unió Soviètica.
- 1955
  - Khrusxov es troba a Viena amb el President dels Estats Units, el general Dwight Eisenhower.
  - Se signa l'acta de constitució del Pacte de Varsòvia, l'aliança militar del bloc de l'Est contrapunt a l'OTAN (creada el 1949)
  - Khrusxov es reconcilia (tot i que no totalment) amb el líder iugoslau Josip “Tito” Broz, set anys després del trencament entre l'URSS i Iugoslàvia.
  - El Mariscal Gueorgui Júkov és nomenat Ministre de Defensa.
  - Leonid Bréjnev és nomenat director de la Campanya de les Terres Verges.
- 1956
  - Khrusxov denuncia als greus excessos i el culte a la personalitat cap a Ióssif Stalin durant el seu Discurs Secret pronunciat durant el XX Congrés del PCUS.
  - L'Exèrcit Roig esclafa la Revolució Hongaresa. També contribueix a la finalització de l'alçament polonès mitjançant algunes concessions; bàsicament en la retirada de tropes soviètiques.
- 1957
  - Cop intern frustrat contra Khrusxov, portat a terme pel Grup Anti-Partit. Khrusxov aprofità l'ocasió per desfer-se d'elements estalinistes residuals dins les altes esferes del PCUS.
  - Se celebra a Moscou el VI Festival Mundial de la Joventut i els Estudiants.
  - Es popularitzen a la Unió Soviètica els gravadors de cinta magnetofònics, contribuint a la difusió de la música popular al país.
  - El 4 d'octubre, el Spútnik 1 va ser el primer satèl·lit artificial en orbitar la Terra. Un mes després, la gossa Laika és el primer animal viu en orbitar al voltant de la Terra.
  - S'introdueixen els Sovnarjozos.
- 1958
  - Khrusxov és nomenat Premier de la Unió Soviètica.
  - Júkov és rellevat del Ministeri de Defensa, retallant-se les despeses militars.
  - Té lloc a Moscou el 1r Concurs Internacional Txaikovski.
- 1959
  - Khrusxov realitza una visita oficial als Estats Units.
  - La infructuosa introducció del blat de moro durant una crisi de producció agrícola soviètica, en lloc de contribuir a paliar el problema, l'empitjorà encara més.
  - Primers episodis del distanciament entre la Unió Soviètica i la Xina de Mao Zedong, que culminaran amb la Ruptura sinosoviètica definitiva.
- 1960
  - L'1 de maig un avió espia U-2 estatunidenc que pretenia fotografiar sils nuclears soviètics és abatut sobre la Unió Soviètica, prop de la ciutat de Sverdlovsk. El seu pilot, Francis Gary Powers, aconseguí sobreviure a la caiguda i va ser condemnat a deu anys de treballs forçats. Dos anys després seria intercanviat per l'agent soviètic Vivian Guenrijovitx Fisher. Com a resultat del seriós incident diplomàtic derivat d'aquest fet, Khrusxov decideix no assistir a la reunió que tenia prevista a París amb Eisenhower.
  - John Kennedy resulta President electe dels Estats Units.
  - Estats Units comença a enviar assessors militars a Vietnam del Sud, que anticiparien la guerra oberta que començaria quatre anys després.
- 1961
  - El cadàver de Stalin és retirat del mausoleu de Lenin.
  - El 12 d'abril el Iuri Gagarin es convertí en el primer home que viatjà a l'espai.
  - El 13 d'agost s'inicien les obres del Mur de Berlín, sent aprovat per Khrusxov.
  - El ruble soviètic perd un zero, després de ser redenominat 10:1.
  - Continua la crisi del sector alimentari soviètic, en particular a causa de les males collites.
- 1962
  - Khrusxov i Kennedy s'enfronten perillosament durant la Crisi dels míssils cubans
  - Primera publicació d'un llibre que feia referència als camps de treballs forçats del sistema dels Gulags durant el règim de Stalin. Es tracta de "Un dia a la vida d'Ivan Denisovitx", d'Aleksandr Soljenitsin.
  - Una crisi alimentaria causa la massacre de Novotxerkassk al sud de Sibèria.
- 1963
  - Valentina Tereixkova es converteix en la primera dona a l'espai.
  - Es comença a edificar a Moscou la Torre Ostankino.
  - Signatura del Tractat de Prohibició de Proves Atòmiques amb els Estats Units, antecessor dels SALT i START.
  - Khrusxov rep a Moscou a Fidel Castro.
  - El 22 de novembre John Kennedy és assassinat a Dallas, Texas.
- 1964
  - La Beatlemania arriba tímidament a la Unió Soviètica, i es formen diversos grups musicals a les escoles soviètiques.
  - Es troben fins a 40 micròfons ocults a l'ambaixada estatunidenca a Moscou.
  - Leonid Bréjnev derroca internament a Khrusxov, posant-lo sota arrest domiciliari.

## La història es repeteix
Diversos historiadors han comparat les ambicioses reformes portades a terme per Nikita Khrusxov durant el seu Desglaç, per intentar trencar amb el dur passat soviètic, amb les polítiques de la perestroika i la glastnost que el líder soviètic Mikhaïl Gorbatxov llançaria després d'arribar al poder a mitjan la dècada de 1980. Encara que ambdós van governar la Unió Soviètica en èpoques molt diferents, ambdós iniciaren reformes dramàtiques, les conseqüències de les quals no van poder preveure en gran manera, així com tampoc van poder controlar. Ambdós esforços duraren només uns pocs anys, rebent el suport del poble en general (en particular pels intel·lectuals i la intelligentsia), alhora que van ser resistits pels polítics de línia dura o per la vella guàrdia del PCUS. Ambdós líders van acabar fracassant, encara que amb resultats completament diferents per al futur del seu país. Gorbatxov va qualificar de "destacables" les fites de Khrusxov, lloant el seu famós Discurs secret de 1956, encara que afirmà que aquell havia fracassat en les seves reformes.